# Старіков Володимир Іванович
Старіков Володимир Іванович (нар. 1 листопада 1952, с.м.т. 3ноб-Новгородське Сумської області, УРСР) — український вчений, фахівець з онкохірургії, доктор медичних наук, професор, завідувач кафедри онкології Харківського національного медичного університету. Увійшов до рейтингу «50 видатних лікарів України» журналу «Фокус» (2012).

## Біографія
Володимир Старіков народився 1 листопада 1952 року у с.м.т. 3ноб-Новгородське Сумської області в родині вчителя. Закінчив середню школу із золотою медаллю. Володимир обрав професію лікаря та у 1969 р. вступив до Харківського медичного інституту. Протягом усього навчання він брав активну участь у роботі студентського наукового товариства. Найбільше студента приваблювала хірургія, і вже з 3-го курсу він відвідував нічні чергування у лікарні. Наприкінці навчання Володимир Старіков самостійно виконував апендектомію й видалення грижі. У 1975 році закінчив з відзнакою Харківський медичний інститут.
Трудову діяльність Володимир Іванович почав з посади лікаря-інтерна хірургічного відділення 5-ї міської лікарні м. Суми. Виявив інтерес до онкології під час проходження інтернатури, після її закінчення працював ординатором хірургічного відділення Сумського обласного онкологічного диспансеру (1976—1979).
У 1979–1981 рр. В. І. Старіков навчався у клінічній ординатурі при кафедрі хірургії з курсом онкології Харківського медичного інституту. У 1981—1983 рр. працював завідуючим торакальним відділенням Сумського онкологічного диспансеру. У 1983—1984 рр. очолював торакальне відділення Харківського обласного клінічного онкологічного диспансеру.
У 1984 р. Володимир Старіков обраний асистентом кафедри онкології Українського інституту удосконалення лікарів, де пройшов шлях від асистента до професора (1984—1995). Кафедру очолював відомий онколог, професор І. М. Милославський.
У 1984 р у Всесоюзному онкологічному центрі АМН СРСР (Москва) В. І. Старіков захистив кандидатську дисертацію за темою «Нарушение микроциркуляции у больных раком прямой кишки и ее фармакологическая коррекция».
У 1992 р. у тому ж науковому центрі Володимир Іванович захистив докторську дисертацію за темою «Хирургическое лечение рака легкого у лиц пожилого возраста с учетом изменений микроциркуляции и гуморальной системы регуляции».
У 1993 р. рішенням ВАК СРСР В. І. Старікову присуджено вчений ступінь доктора медичних наук, а у 1996 р. — професора.
3 1995 р. Володимир Іванович очолює кафедру онкології Харківського національного медичного університету, яка з цього року перетворена на самостійну.
3 1995 р. — головуючий у Харківському науковому товаристві онкологів, член спеціалізованих Вчених Рад по захисту кандидатських та докторських дисертацій.
У 1998 р. Володимира Старікова обрано дійсним членом Української технологічної Академії відділення «Сучасні медичні технології».
З 1999 р. Володимир Іванович виконує обов'язки головного позаштатного онколога Харківського міського департаменту охорони здоров'я.
3 2001 р. вчений є членом редакційної ради журналів «Онкологія», «Харьковская хирургическая школа» та «Международный медицинский журнал».
З 2015 р. — член Асоціації онкологів України. В. І. Старіков бере участь у наукових з'їздах, конгресах, симпозіумах з питань онкології та у центрових наукових дослідженнях.
У 2016 р. професор отримав другу вищу освіту і ступінь магістра за спеціальністю «Педагогіка вищої школи» (Українська інженерно-педагогічна академія).

## Наукова та педагогічна діяльність
З початку існування кафедри онкології основним напрямком її наукової діяльності під керівництвом  В. І. Старікова було вивчення можливостей хірургічного лікування пухлин шлунково-кишкового тракту, насамперед пухлин шлунка. Найбільш вагомі успіхи досягнуто у комбінованому лікуванні раку легені. Хірургічне лікування людей похилого віку, хворих на рак легені, стало можливим завдяки науковим розробкам вченого.
Професором розроблено та запатентовано новий спосіб обробки лівого передсердя при хірургічному видаленні поширеного раку легені. Широко впроваджується в практику метод магнітно-резонансної томографії в діагностиці пухлин середостіння, створено їх клініко-морфологічну класифікацію.
Під керівництвом Володимира Івановича розроблені варіанти хірургічного лікування патології стравоходу. Складність пов'язана з анатомічними особливостями цього органу, розташованого глибоко в грудній порожнині, близько до серця, аорти, нервових стовбурів і сплетінь. Оперуючи за власною методикою професора В. І. Старікова, колектив кафедри онкології Харківського національного медичного університету домігся найнижчої в Україні частоти операційних ускладнень у хворих на рак легені та стравоходу. На чолі з професором удосконалюються хірургічні та консервативні методи лікування раку молочної та щитоподібної залози.
Володимир Іванович є вчителем для багатьох спеціалістів у галузі онкології. Під керівництвом професора підготовлено 11 вітчизняних кандидатів наук, у клінічній ординатурі кафедри пройшли підготовку іноземці з 6 країн Ближнього Сходу. На кафедрі працює науковий студентський гурток.
Вчений має більш 265 друкованих праць та 18 патентів на винахід, ним розроблено 5 нововведень.
Найбільш вагомі навчально-методичні видання та монографії:
·  Стариков В. И. Рак легкого: семиотика и диагностика: учебное пособие / В. И. Стариков. — Харьков: Рубикон, 1999. — 127 с.
· Стариков В. И. Общая онкология: учебное пособие / В. И. Стариков. — Харьков: ХГМУ, 2001. — 72 с.
· Стариков В. И. Рак легкого: монография / В. И. Стариков, Г. В. Трунов. — Харьков: Катран КПК, 2002. — 212 с.
· Стариков В. И. Общие принципы и техника онкологических операций: руководство для врачей / В. И. Стариков, И. А. Сенников. — Харьков: ХГМУ, 2005. — 112 с.
· Стариков В. И. Клиническая онкология: учебное пособие для студентов медицинских вузов / В. И. Стариков, А. Н. Белый ; Министерство здравоохранения Украины, Харьковский национальный медицинский университет. — Харьков: Коллегиум, 2011. — 336 с.
· Starikov V. I. Сlinical oncology: textbook / V. I. Starikov, A. S. Khodak, K. V. Barannikov ; Kharkov National Medical University. — Kharkov, 2013. — 206 p.
· Стариков В. И. Опухоли головы и шеи: учебное пособие для студентов IV курса стоматологического факультета / В. И. Стариков, А. В. Мужичук ; ХНМУ. — Харьков, 2014. — 73 с.
· Starikov V. I. General oncology: textbook / V. I. Starikov, A. S. Khodak ; Kharkov National Medical University. — Kharkov, 2016. — 66 p.
· Старіков В. І. Злоякісні пухлини жіночих геніталій: навчальний посібник для студентів 5-го курсу та лікарів-інтернів / В. І. Старіков, О. А. Міхановський. — Харків: ХНМУ, 2018. — 58 с.
· Стариков В. И. Общая онкология: учебное пособие для студентов медицинских вузов / В. И. Стариков. — Харьков: ХНМУ, 2019. — 82 с.
· Starikov V. I. Oncologi: textbook / V. I Starikov, A. S. Khodak, I. Y. Halaychuk. — Kyiv: AUS Medicine Publishing, 2019. — 216 p.
· Онкологія: національний підручник для студентів медичних закладів вищої освіти / Ю. В. Думанський [та ін.] ; за ред. Г. В. Бондаря, А. І. Шевченка, І. Й. Галайчука. — 2-ге вид., перероб. та доп. — Київ: ВСВ Медицина, 2019. — 520 с. /Співавтор/.

## Нагороди та відзнаки
·   Почесна грамота голови Харківської міської державної адміністрації (2012, 2014)
·   Почесний професор ХНМУ (2019)